# Paris (Idaho)
Paris es una ciudad ubicada en el condado de Bear Lake en el estado estadounidense de Idaho. En el Censo de 2010 tenía una población de 513 habitantes y una densidad poblacional de 56,38 personas por km².

## Geografía
Paris se encuentra ubicada en las coordenadas 42°13′41″N 111°24′9″O / 42.22806, -111.40250. Según la Oficina del Censo de los Estados Unidos, Paris tiene una superficie total de 9.1 km², de la cual 9.02 km² corresponden a tierra firme y (0.83%) 0.08 km² es agua.

## Demografía
Según el censo de 2010, había 513 personas residiendo en Paris. La densidad de población era de 56,38 hab./km². De los 513 habitantes, Paris estaba compuesto por el 97.86% blancos, el 0.39% eran afroamericanos, el 0% eran amerindios, el 0.19% eran asiáticos, el 0% eran isleños del Pacífico, el 0.58% eran de otras razas y el 0.97% pertenecían a dos o más razas. Del total de la población el 2.34% eran hispanos o latinos de cualquier raza.